# 布袋和尚 (無綫電視劇)
《布袋和尚》（Road To Eternity）是香港電視廣播有限公司拍攝製作的古裝電視劇。於1999年播映。由林家棟及陳妙瑛領銜主演，屬於古裝特技、偵探、辦案電視劇，共有20集。監製為楊錦泉。主題曲《笑喇笑喇笑一笑》由黃霑主唱。
除了故事之外，每集後面皆有〈每日一禪〉劇場，講佛理與人生道理。

## 演員

### 許家
| 演員   | 角色   | 關係/暱稱                                                                   |
| 林家棟 | 許 德  | 說不得、布袋和尚 喜歡小鳳後頓悟 江南第一才子後為天下第一才子 前世為智慧尊者 |
| 黎彼得 | 阿 福  | 管家及書僮 第二男主角                                                       |
| 張英才 | 許豐年 | 許德之父                                                                    |
| 劉桂芳 | 秀 娘  | 許德之母                                                                    |
| 黃仲匡 | 阿 祿  | 許家下人                                                                    |
| 孫恩明 | 阿 壽  | 許家下人                                                                    |

### 布袋和尚與七大不得
| 演員   | 角色   | 關係/暱稱                                                                |
| 秦 煌  | 老布袋 | 老布袋 許德師父                                                          |
| 林家棟 | 說不得 | 出家前為許德 參見許家                                                    |
| 劉玉翠 | 貪不得 | 出家前為林喜鵲 顧成真之妻 說不得師妹 參見其他演員                        |
| 湯盈盈 | 嗔不得 | 出家前為文瑞郡主 參見皇宮、曹大人死亡案(嗔不得案)(第2-6集)               |
| 陳妙瑛 | 癡不得 | 江小鳳死亡變成鬼魂 後轉世成為小和尚癡不得 參見江家                       |
| 魏駿傑 | 愛不得 | 出家前為顧成真 林喜雀之夫 喜歡娃娃魚 參見四屍五命六冤魂案(案)(第14-17集) |
| 羅 蘭  | 恨不得 | 出家前為高老夫人 參見高家幻覺殺人案(恨不得案)(第6-9集)                   |
| 蘇玉華 | 惡不得 | 布袋尼姑 與眾人鬥法後頓悟 參見布袋尼姑案(惡不得案)(第17-20集）           |
| 眾 生  | 欲不得 | 最後一個不得指眾生 再結局用語音說出                                      |

### 江家
| 演員   | 角色   | 關係/暱稱                            |
| 陳妙瑛 | 江小鳳 | 妹子、癡不得 喜歡許德 後死亡變成鬼魂 |
| 余子明 | 江正堔 | 太夫 江小鳳之父                      |
| 陳安瑩 | 小 梅  | 江小鳳婢女                           |

### 皇宮
| 演員   | 角色         | 關係/暱稱                                                     |
| 張兆輝 | 唐太宗       | 李世民 皇上                                                   |
| 白 茵  | 太           | 太后                                                          |
| 湯盈盈 | 文瑞公主     | 嗔不得 曾喜歡許德                                             |
| 梁舜燕 | 太皇太后     | 太皇太后                                                      |
| 鄧汝超 | 馬 伕        | 郡主馬伕 於第九集轉職為皇親                                   |
| 甘子正 | 皇帝近身侍衛 | 曾為頭領                                                      |
| 何君龍 | 皇帝近身太監 | 公公 曾為侍臣                                                 |
| 洪菁儀 | 李才人       | 才人                                                          |
| 施 敏  | 才人         | 才人                                                          |
| 周凱珊 | 蓮 妃        | 唐太宗愛妃之一                                                |
| 何綺敏 | 翠 妃        | 唐太宗愛妃之一                                                |
| 陳肖明 | 宮 女        | 宮女                                                          |
| 趙淑儀 | 宮 女        | 宮女                                                          |
| 黃月明 | 宮 女        | 宮女                                                          |
| 蘇麗明 | 宮 女        | 宮女                                                          |
| 勞少娟 | 宮 女        | 宮女 第17集開始出現                                           |
| 趙翠儀 | 宮 女        | 宮女 第17集開始出現                                           |
| 陳紫媚 | 侍 婢        | 侍婢                                                          |
| 呂幹文 | 花 王        | 花王                                                          |
| 李子奇 | 南郡王       | 皇親之一                                                      |
| 羅國維 | 十四王爺     | 皇親之一                                                      |
| 談泉慶 | 十二皇爺     | 皇親之一                                                      |
| 武燕妮 | 皇 親        | 皇親之一                                                      |
| 鄧煜榮 | 皇 親        | 皇親之一                                                      |
| 呂劍光 | 皇 親        | 皇親之一                                                      |
| 張漢斌 | 皇 親        | 皇親之一                                                      |
| 鍾建文 | 皇 親        | 皇親之一                                                      |
| 劉深宜 | 皇 親        | 皇親之一                                                      |
| 鄧建邦 | 皇 親        | 皇親之一                                                      |
| 李啟傑 | 皇 親        | 皇親之一                                                      |
| 歐 嶽  | 皇 親        | 皇親之一 曾在曹府當過管家 參見曹大人死亡案(嗔不得案)(第2-6集) |
| 曾健明 | 御 醫        | 皇朝太醫                                                      |

### 朝廷之文武百官
| 演員   | 角色            | 關係/暱稱             |
| 羅樂林 | 魏 徵           | 高官                  |
| 黃振威 | 手 下           | 魏徵手下 第11集       |
| 何偉業 | 魏徵手下 第11集 |                       |
| 黃成想 | 管 家           | 魏徵管家 第10集       |
| 黃天鐸 | 玄 天           | 國師                  |
| 李海生 | 尉遲恭          | 大人                  |
| 石 云  | 何大人          | 大人                  |
| 譚權輝 | 官 員           | 官員 第11集調職為獄卒 |
| 魏惠文 | 公堂官          | 官員                  |
| 李煌生 | 將 領           | 將領                  |
| 曾健明 | 吏部官員        | 吏部官員 大使         |

### 禪門公案

#### 曹大人死亡案(嗔不得案)
- （一小时版本：2-6集）
- （半小时版本：3-12集）

| 演員   | 角色     | 關係/暱稱                                                                                       |
| 湯盈盈 | 文瑞郡主 | 文瑞公主 殺死曹大人 間接害死江小鳳與曹夫人 害死數十條證人之人命 後悔改並出家法號嗔不得 參見皇宮 |
| 陳妙瑛 | 江小鳳   | 被懷疑醫死曹大人 後被斬首並回家鄉成為饜並險些成為活跳屍 後因為村民齊心唸往生咒變成鬼魂 參見江家 |
| 方 傑  | 曹員外   | 員外郎 曹大人 因不肯與郡主合作被其所殺                                                          |
| 華忠男 | 阿 彪    | 劊子手 江小鳳救過其子 後含淚斬首江小鳳                                                          |
| 廖麗麗 | 曹夫人   | 曹大人之夫人 被郡主威脅 後為維護小山自殺                                                        |
| 歐 嶽  | 曹府管家 | 老管家 第九集成為皇親 參見皇宮                                                                  |
| 車保羅 | 黑無常   | 黑白無常之一                                                                                    |
| 羅君左 | 白無常   | 黑白無常之一                                                                                    |

#### 高家幻覺殺人案(恨不得案)
- (一小时版本：第6-9集)
- (半小时版本：第12-18集)

| 演員   | 角色     | 關係/暱稱                             |
| 羅 蘭  | 高老夫人 | 真兇 高勇之母 後出家成為恨不得        |
| 黃 新  | 高老爺   | 老爺 因幻術而被牛撞死                 |
| 黃瑋林 | 高 勇    | 高家小弟 高老夫人親子 老實人 喜歡種田 |
| 邱萬城 | 高 威    | 高家大哥 因幻覺被蝙蝠追殺因而切腹身亡 |
| 王維德 | 高 強    | 高家二哥                              |
| 黃偌儀 | 高 萍    | 高家小妹 因幻覺被鍾馗追殺因而摔死     |
| 曾慧雲 | 高家大嫂 | 高威妻                                |
| 馮曉文 | 高家二嬸 | 高強妻                                |
| 虞天偉 | 忠 叔    | 高家下人 幫兇 最後為保護真兇而自殺    |
| 陳燕航 | 高家先祖 | 高家先祖                              |
| 陳中堅 | 鎮 長    | 鎮長                                  |

#### 十八羅漢之天譴案(割肉和尚案)
- (一小时版本: 第9-13集)
- (半小时版本: 第18-26集)

| 演員   | 角色       | 關係/暱稱 |
| 單立文 | 割肉和尚   | 慈航 殺害八皇爺、周尚書的兇手 利用蓮花殺害張卿家、十二皇爺的幕後黑手 曾和土匪合作搶了老婆婆的玉牌 貪生怕死、沽名釣譽 後悔改頓悟並判刑 |
| 郭政鴻 | 凌 峰      | 蓮花之夫 凌雲之兄 工匠 曾被冤枉是兇手差點處斬 後劫獄救出蓮花開心生活                                                                  |
| 蘇玉華 | 蓮 花      | 凌峰之妻 被慈航利用因而殺害張卿家、十二皇爺 後和凌峰開心生活 酷似布袋尼姑                                                             |
| 車保羅 | 八皇爺     | 八王爺 第一位死者 疑似和長眉羅漢同樣是餓死 死因是床鋪被吊起無法進食而餓死                                                             |
| 招石文 | 周尚書     | 尚書 第二位死者 疑似和蘇頻陀羅漢同樣被鞭打39鞭致死 密室原因是用冰塊擋住門栓後溶化                                                     |
| 孫季卿 | 張卿家     | 大人 第三位死者 和慶友羅漢同樣被勒死                                                                                                  |
| 談泉慶 | 十二皇爺   | 皇親之一 第四位死者 被殺死 參見皇宮                                                                                                   |
| 李子奇 | 南郡王     | 皇親之一 曾被說不得懷疑是兇手 但測試過後證實不是兇手 參見皇宮                                                                         |
| 羅國維 | 十四王爺   | 皇親之一 曾被說不得懷疑是兇手 但測試過後證實不是兇手 參見皇宮                                                                         |
| 何綺敏 | 八皇爺夫人 | 八王爺夫人 皇親之一 |
| 陳燕航 | 周尚書夫人 | 皇親之一 |
| 李志華 | 護佛官兵   | 兵頭 |
| 張俊華 | 兵 頭      | 兵頭 |
| 張松之 | 護佛工人   | 運送佛像的工人 |
| 歐家瑋 | 護佛工人   | 運送佛像的工人 |
| 盧卓南 | 護佛工人   | 運送佛像的工人 |
| 戴少民 | 朋 友      | 凌峰朋友 |
| 呂幹文 | 凌 雲      | 凌峰弟弟 於第10集搬運佛像時累死 |

#### 四屍五命六冤魂案(愛不得案)(第14-17集)
| 演員   | 角色       | 關係/暱稱                                                                                         |
| 魏駿傑 | 顧成真     | 林喜雀之夫 喜歡娃娃魚 鬼斧徒弟 切割師弟的屍體以偽造出自己的屍體 被鬼斧綁架 後悔改並出家法號愛不得 |
| 李家聲 | 鬼 斧      | 本名丁楊 大唐第一工匠 被推下井但未死 綁架顧成真 假扮龍王 並用娃娃魚假扮龍子哭泣                   |
| 王偉樑 | 王 海      | 鬼斧徒弟 服毒自盡而亡 被顧成真切割屍體                                                            |
| 麥嘉倫 | 朱 平      | 鬼斧徒弟 服毒自盡而亡 被顧成真切割屍體                                                            |
| 李鴻杰 | 李 忠      | 鬼斧徒弟 服毒自盡而亡 被顧成真切割屍體                                                            |
| 楊子韜 | 陳 昇      | 鬼斧徒弟 服毒自盡而亡 被顧成真切割屍體                                                            |
| 李 岡  | 客棧老闆   | 客棧老闆                                                                                          |
| 陳 琪  | 客棧老闆娘 | 客棧老闆                                                                                          |
| 郭德信 | 高大人     | 高大人 縣官 曾收監說不得但後來尊稱其為佛爺                                                        |
| 蘇恩磁 | 高夫人     | 高大人之妻                                                                                        |
| 劉家聰 | 村 民      | 村民 第14集、第15集                                                                               |
| 蔣 克  | 村 民      | 村民 第14集、第15集                                                                               |
| 焦 雄  | 村 民      | 村民 第14集、第15集                                                                               |
| 遊 飆  | 村 民      | 村民 第15集                                                                                       |
| 鍾建文 | 村 民      | 村民 第15集 曾為皇親                                                                              |
| 劉深宜 | 村 民      | 村民 第15集 曾為皇親                                                                              |
| 梁建平 | 獄 卒      | 曾和說不得合作並得到金元寶                                                                        |
| 楊證樺 | 獄 卒      | 獄卒                                                                                              |
| 尤 程  | 鵲姐妹     | 林喜鵲好友之一 (林喜鵲回憶中出現)                                                                 |
| 林佩君 | 鵲姐妹     | 林喜鵲好友之一 (林喜鵲回憶中出現)                                                                 |
| 周凱珊 | 鵲姐妹     | 林喜鵲好友之一 (林喜鵲回憶中出現)                                                                 |
| 鄧建邦 | 鵲下人     | 鵲下人                                                                                            |

#### 謀朝篡位案(幻術案)(第17-19集)
| 演員   | 角色   | 關係/暱稱                                                    |
| 李子奇 | 南郡王 | 良 十二王爺 幫助說不得揭發徐國舅的真面目 後被剃光頭 參見皇宮 |
| 王俊棠 | 徐國舅 | 皇親之一 用幻術欺騙唐太宗使其斬殺忠臣 後被處斬               |
| 羅樂林 | 魏 徵  | 忠臣 被徐國舅陷害 參見朝廷之文武百官                         |
| 洪菁儀 | 李才人 | 才人 假裝被燒死後欺騙皇上                                    |
| 施 敏  | 才 人  | 才人 假裝被燒死後欺騙皇上                                    |
| 周凱珊 | 蓮 妃  | 唐太宗愛妃之一 假裝被燒死後欺騙皇上                          |
| 何綺敏 | 翠 妃  | 唐太宗愛妃之一 假裝被燒死後欺騙皇上                          |
| 邱萬城 | 劊子手 | 幫助說不得揭發徐國舅的真面目 後被剃光頭                      |
| 羅國維 | 監斬官 | 十四王爺 皇親之一 參見皇宮                                   |

#### 布袋尼姑案(惡不得案)(第17-20集)
| 演員   | 角色       | 關係/暱稱                                                       |
| 蘇玉華 | 布袋尼姑   | 仇恨佛法與老布袋 學習妖法並與主角鬥法 後悔改法號惡不得 酷似蓮花 |
| 馮瑞珍 | 布袋尼姑母 | 布袋尼姑之母 被五鬼纏身而亡 後被眾村民誠心唸經超渡              |
| 譚一清 | 布袋尼姑父 | 布袋尼姑之父 被五鬼纏身而亡 後被眾村民誠心唸經超渡              |
| 張智軒 | 布袋尼姑弟 | 布袋尼姑之弟 被五鬼纏身而亡 後被眾村民誠心唸經超渡              |
| 梁輝宗 | 布袋尼姑兄 | 布袋尼姑之兄 被五鬼纏身而亡 後被眾村民誠心唸經超渡              |
| 陳中堅 | 冤魂甲     | 冤魂 被山賊殺死 被布袋尼姑收服 後被布袋和尚感化                 |
| 魏惠文 | 冤魂乙     | 冤魂 服毒自殺而死 被布袋尼姑收服 後被布袋和尚感化               |
| 邵卓堯 | 冤魂丙     | 冤魂 含冤而死 被布袋尼姑收服 後被布袋和尚感化                   |
| 林佩君 | 冤魂丁     | 冤魂 含冤而死 被布袋尼姑收服 後被布袋和尚感化                   |
| 陳勉良 | 廟 祝      | 布袋尼姑廟廟祝 崇拜布袋尼姑                                     |
| 杜大偉 | 布袋小販   | 賣布袋的小販 崇拜布袋尼姑                                       |
| 何偉業 | 小 二      | 店小二 崇拜布袋尼姑                                             |
| 劉清宜 | 村 長      | 村長 崇拜布袋尼姑                                               |
| 盧卓南 | 村 民      | 村民 崇拜布袋尼姑                                               |

### 其他演員
| 演員   | 角色     | 關係/暱稱                                       |
| 劉玉翠 | 林喜鵲   | 貪不得、吱喳雀 前世為喜鵲 顧成真之妻 說不得師妹 |
| 何子健 | 阿 金    | 金 林喜鵲養子 後出家成為小和尚                  |
| 王欣傑 | 阿 木    | 木 林喜鵲養子 後出家成為小和尚                  |
| 江君佑 | 阿 水    | 水 林喜鵲養子 後出家成為小和尚                  |
| 周俊傑 | 阿 火    | 火 林喜鵲養子 後出家成為小和尚                  |
| 鄭樂堯 | 阿 土    | 土 林喜鵲養子 後出家成為小和尚                  |
| 梁雪湄 | 小 蘭    | 江小鳳好友 曾一起唱山歌姻緣                     |
| 陳安琪 | 小 菊    | 江小鳳好友 曾一起唱山歌姻緣                     |
| 陳楚翹 | 小 竹    | 江小鳳好友 曾一起唱山歌姻緣                     |
| 陳勉良 | 村 民    | 村民                                            |
| 黎秀英 | 何大嬸   | 大稔姐 村民                                     |
| 焦 雄  | 何大叔   | 村民                                            |
| 黃振威 | 村 民    | 村民                                            |
| 葉振聲 | 村 民    | 村民                                            |
| 游 飆  | 村 民    | 村民                                            |
| 凌 漢  | 村 長    | 村長                                            |
| 黃成想 | 村 民    | 村民 第20集                                     |
| 麥子雲 | 村 民    | 村民 第20集                                     |
| 楊證樺 | 村 民    | 村民                                            |
| 張漢斌 | 囚 犯    | 賣梨被抓 後釋放                                 |
| 李啟傑 | 囚 犯    | 種梨被抓 後釋放                                 |
| 召卓堯 | 王百萬   | 百萬                                            |
| 鄧建邦 | 和 尚    | 割肉寺和尚 第11集                               |
| 劉志清 | 和 尚    | 割肉寺和尚 第11集                               |
| 余慕蓮 | 商 旅    | 商人、慈航仇人 老婆婆 知道割肉和尚真面目的人    |
| 曹 濟  | 商 旅    | 商人                                            |
| 歐家瑋 | 商 旅    | 商人                                            |
| 陳紫媚 | 商 旅    | 商人                                            |
| 鄭家生 | 土匪首領 | 土匪首領 曾打劫慈航一夥人並殺光一眾商旅         |
| 嚴文宣 | 乞 兒    | 乞丐 第13集                                     |
| 黃鳳瓊 | 村 姑    | 村姑 第20集                                     |
| 蘇恩慈 | 主 持    | 主持 第20集                                     |
| 伍慧珊 | 小尼姑   | 比丘尼 第20集                                   |
| 陳紫媚 | 小尼姑   | 比丘尼 第20集                                   |

## 每日一禪
每一集的片尾名單過後都會有〈每日一禪〉，以簡易的話語討論佛理與道理，最後都由不同人說出「阿彌陀佛」與「善哉善哉」來做收尾。
| 集數 | 標題     | 意旨 | 主角                               |
| 1    | 心田灌溉 | 自己的心田要靠自己灌溉耕作才能開花結果                                                                                  | 老布袋、說不得、金木水火土         |
| 2    | 禪說不得 | 禪機佛理要由內心體會不是用言語教導故說不得                                                                              | 老布袋、說不得、金木水火土         |
| 3    | 何謂佛祖 | 云云眾生皆有佛相皆可成佛 只要虔心向佛、天天精進、時常抱著一顆慈悲的心內心已經成佛                                       | 老布袋、貪不得、金木水火土         |
| 4    | 改變心情 | 改變心情想法看事情更快樂                                                                                                | 老布袋、說不得、貪不得             |
| 5    | 云云眾生 | 人人都勞勞碌碌爭名逐利，不重視心靈快樂，太可憐了                                                                        | 老布袋、說不得、貪不得             |
| 6    | 如何成佛 | 拋開煩惱、明心見聖、歡喜自在，就是成佛                                                                                  | 老布袋、說不得、金木水火土         |
| 7    | 學佛方法 | 學佛方法是什麼打坐還是唸經， 以看見雲表示學佛方法不侷限於一種方式                                                       | 老布袋、文瑞郡主（嗔不得）、貪不得 |
| 8    | 眾生一體 | 不管大波浪小波浪本質都是水來比喻眾生一體， 一為全、全為一，面對自己的渺小但不要妄自菲薄                                 | 老布袋、說不得、布袋尼姑（惡不得） |
| 9    | 平常之心 | 春有百花、秋有月、夏有涼風、冬有雪， 不管是順境逆境，只要用平常心度過每一天就可以了                                     | 老布袋、說不得、金木水火土         |
| 10   | 坐這望那 | 人的慾望無窮，坐這山望那山怎麼能夠看清這山的美好風景， 要珍惜現在才能達到當下自在                                       | 老布袋、說不得、文瑞郡主（嗔不得） |
| 11   | 指出錯誤 | 人人都能指出別人所犯的錯誤，但對於自己又何嘗不是呢 說別人錯時，自己也不見得是對的，手指指向人卻有四根指向自己           | 老布袋、說不得、金木水火土         |
| 12   | 用心學佛 | 誰人比我有佛性夜夜打坐到天明，你不夠我有佛性我看的經書比較多 學佛要發自內心直指本性、直指本心，而不是徒具形式           | 老布袋、說不得、文瑞郡主（嗔不得） |
| 13   | 何謂執著 | 節儉是美德但是如果人只顧賺錢卻忽略人生何嘗不是一種執著                                                                  | 老布袋、文瑞郡主（嗔不得）、貪不得 |
| 14   | 六道輪迴 | 人死後會入輪迴，就算得道高僧也會進入輪迴進入地獄點化眾生 就是所謂的我不入地獄誰入地獄                                   | 老布袋、說不得、貪不得             |
| 15   | 心裡色戒 | 小和尚煩惱剛河邊遇到一個美艷姑娘，還在想剛剛是否要抱她過河 師傅說你到現在還想著那位姑娘就是心理犯了色戒，還抱著那姑娘   | 老布袋、說不得、貪不得             |
| 16   | 拋開煩惱 | 我們是由煩惱而來去沒有煩惱的地方 只要大家能拋開煩惱，自然就會明心見聖、見聖成佛了                                       | 老布袋、說不得、愛不得             |
| 17   | 生老病死 | 雲死了變雨、雨死了變水、水死了又會變成雲，就和人一樣 此乃天地的自然變化，想通了就不會傷心了                             | 老布袋、貪不得、金木               |
| 18   | 自以為是 | 畫竹子用硃砂畫是紅色，用墨來畫是黑色，你見過紅色、黑色的竹嗎 云云眾生只會指出別人所犯的錯誤，其實往往自己的觀點也是錯的 | 老布袋、說不得、貪不得             |
| 19   | 何謂頓悟 | 頓悟就是一剎那間得到啟發，明白禪機，漸悟需要一段時間才明白 無論漸悟或頓悟目的皆一樣，都是殊途同歸                       | 老布袋、說不得、貪不得             |
| 20   | 什麼是禪 | 禪是一片雲、也是一杯水、也可以是一座山 天地萬物只要能啟發真理的都可以是禪、都是大家的老師                               | 老布袋、說不得、貪不得             |

## 電視節目的變遷
| 香港無綫電視翡翠台 星期一至五 19:30-20:30 第一線劇集 | 香港無綫電視翡翠台 星期一至五 19:30-20:30 第一線劇集 | 香港無綫電視翡翠台 星期一至五 19:30-20:30 第一線劇集 |
| ---------------------------------------------------- | ---------------------------------------------------- | ---------------------------------------------------- |
|                                                      | 布袋和尚 （1999.09.06 - 1999.10.01）                 |                                                      |
| 雙面伊人 （1999.08.09 - 1999.09.03）                 | 命轉情真 （1999.10.04 - 1999.10.29）                 |                                                      |

| 香港無綫電視翡翠台 星期一至五 17:55-18:30 黃昏時段劇集 | 香港無綫電視翡翠台 星期一至五 17:55-18:30 黃昏時段劇集 | 香港無綫電視翡翠台 星期一至五 17:55-18:30 黃昏時段劇集 |
| ------------------------------------------------------ | ------------------------------------------------------ | ------------------------------------------------------ |
|                                                        | 布袋和尚 （2002.03.04 - 2002.04.26）                   |                                                        |
| 闔府統請 （2001.12.10 - 2002.03.01）                   | 外父唔怕做 （2002.04.29 - 2002.06.27）                 |                                                        |

| 香港無綫電視翡翠台 星期一至五 10:00-10:30 上午劇集時段 | 香港無綫電視翡翠台 星期一至五 10:00-10:30 上午劇集時段 | 香港無綫電視翡翠台 星期一至五 10:00-10:30 上午劇集時段 |
| ------------------------------------------------------ | ------------------------------------------------------ | ------------------------------------------------------ |
|                                                        | 布袋和尚 （2017.09.06 - 2017.11.03）                   |                                                        |
| 櫻桃小丸子 （2017.07.25 - 2017.09.05）                 | 金牙大狀 （2017.11.06 - 2018.01.03）                   |                                                        |